# Liste der Stadtphysici in Breslau
Diese Liste soll alle Personen aufführen, die als Stadtphysicus in Breslau tätig waren. Das Amt wurde meist von zwei Personen gleichzeitig nebeneinander bekleidet, die prinzipiell auf Lebenszeit angestellt waren.
Neben den eigentlichen Stadtphysici waren in Breslau „Stadtärzte“, in der Regel befristet, und in Notzeiten auch spezielle „Pestärzte“ angestellt.
Stadtphysici
Erste Reihe
- Mathias Auctus, eingestellt am 24. September 1533 als erster Stadtphysikus, † am 16. Mai 1543.
- Dominicus Weiss, eingestellt am 8. Juli 1543, sein Todesdatum ist unbekannt.
- Johannes Spremberger, eingestellt am 24. Juni 1545, † am 22. Februar 1577.
- Sigismund Woyssel, eingestellt am 29. März 1581, † am 16. März 1607.
- Georg Rhumbaum, * 13. August 1567[2], eingestellt am 29. März 1607, † am 4. Oktober 1615.
- Sigismund Woysel, * 29. April 1579, eingestellt am 21. Oktober 1615, † 1622[2].
- Gregorius Franck, eingestellt am 23. Januar 1629, † am 29. September 1631.
- Johannes Creutzmann, * 24. Dezember 1582[2], eingestellt am 10. Dezember 1629, † am 20. September 1633.
- Caspar Cunradi, eingestellt am 12. Oktober 1633, † am 15. November 1633 (auch Pestarzt).
- Johannes Pilgram, * 1580 in Strehlen[2], eingestellt am 28. März 1634; † am 16. Februar 1636.
- Johannes Dobricius, * 25. Februar 1576 in Zittau[2], eingestellt am 14. Mai 1636; † am 3. September 1653.
- Joachim Elsner, eingestellt am 12. September 1653; † am 9. Mai 1671.
- Philipp Jakob Sachs von Löwenheim, eingestellt am 11. Mai 1671; † am 7. Januar 1672.
- Friedrich Ortlob, eingestellt am 9. Januar 1672; † am 5. Mai 1685.
- Johannes Jänisch, eingestellt am 14. Juli 1685; † am 7. Dezember 1707.
- Samuel Grass, eingestellt am 20. Dezember 1707, † am 29. Juni 1730.
- Gottfried Milde, eingestellt 1730, † am 7. Dezember 1746.
- Johann Ernst Riemer, Einstellung am 11. Februar 1747 bestätigt, sein Todesdatum ist unbekannt.
- Karl Gottlieb Pauli, eingestellt am 7. September 1758, † am 9. April 1795.
- Johann Friedrich Michael Kruttge, eingestellt am 21. Juli 1795, † am 12. Januar 1843.

Zweite Reihe
- Johannes Crato, eingestellt zuerst am 10. November 1550, † am 19. Oktober 1585.
- Caspar Packisch, eingestellt am 8. Juli 1585, † am 18. September 1603.
- Daniel Rindfleisch, * 17. September 1562 in Breslau[2], eingestellt am 17. November 1603, † am 26. November 1621.
- Michael Döring, * 29. September 1582 in Breslau[2], eingestellt am 15. Dezember 1622, † am 22. März 1644.
- Johann Agricola, eingestellt am 30. September 1643, † am 1. April 1668.
- Gottfried Thielisch, eingestellt am 23. April 1668, † am 19. Juni 1695.
- Johann Christian Tralles, eingestellt am 30. September 1695, resigniert 1797, † am 2. April 1698.
- Carl Oehmb, eingestellt am 7. September 1697, † am 9. April 1709.
- Maximilian Preuss, eingestellt am 3. Mai 1706, † am 6. September 1721.
- Michael Pauli, eingestellt am 22. September 1721, † am 28. April 1729.
- Andreas Koelich, eingestellt am 25. November 1726 (zunächst als dritter Physicus), † am 17. Juli 1736.
- David Wilhelm Pauli, * 12. oder 18. Juli 1682[3], eingestellt am 3. August 1736, † am 9. März 1738.
- Samuel Grass, eingestellt am 18. März 1738, † am 27. November 1745.
- Michael Morgenbesser, eingestellt am 2. Februar 1746, † am 4. Juli 1782.
- Johann Gottfried Morgenbesser, eingestellt am 22. Oktober 1782, † am 8. Februar 1804.
- Johann Samuel Luther, seit 1812 nachweisbar, † am 23. Mai 1829.

Von Anfang des 19. Jahrhunderts waren die Stadtphysici nicht mehr städtische, sondern königliche Beamte. Hier sind nachweisbar:
- Carl Leopold Nagel (1798–1868) ab 1822 Stadtarzt in Breslau.[4]
- Robert Koch (1843–1910) war von August bis Oktober 1879 im Amt.
- Isak Schlockow (1837–1890) war ein deutscher Gerichtsmediziner, seit 1880 im Amt.
- Adolf Lesser (1851–1926) war ein deutscher Gerichtsmediziner und seit 1886 im Amt.[5]
- August Oebbecke ging 1925 in den Ruhestand, ohne dass die Stelle wieder besetzt wurde.[6]